# Junior Firpo
Héctor Junior Firpo Adamés (Santo Domingo, 1996. augusztus 22. –) dominikai-spanyol labdarúgó, leginkább balhátvéd poszton játszik, de a középpályán is bevethető, a Leeds United játékosa. Szerepelt a spanyol U21-es utánpótlás-válogatottban.

## Pályafutása

### Korai évek
Santo Domingóban született. Hatéves korában költözött családjával a spanyol Málagába. Három kisebb spanyol csapatban is megfordult utánpótláslorú labndarúgóként.

### Klubcsapatokban

#### Real Betis
2014 júniusában leszerződtette a Betis csapata. Eleinte az ifi csapatában szerepelt, majd 2015. február 15-én debütált a B csapatban a Granada B elleni hazai 1–1-es mérkőzésen a spanyol harmadosztályban. A 2015-16-os idényben – amely kieséssel zárult – rendszeresen játéklehetőséget kapott. 2016. április 17-én megszerezte első gólját az Algeciras CF csapata ellen. 2017. augusztus 1-jén profi szerződést kötött a klubbal. 2018. február 12-én mutatkozott be az első csapatban a bajnokságban a Deportivo de La Coruña ellen. Március 17-én az első gólját is megszerezte az Espanyol elleni bajnoki mérkőzésen. Augusztus 19-én 2023-ig meghosszabbították a szerződését. Bejutott a csapattal a 2018–19-es Európa-liga csoportkörébe. Szeptember 20-án Quique Setién az Olympiakos ellen nevezte először a kupában, majd október 25-én kezdőként debütált a csoportkör harmadik fordulójában, az AC Milan elleni 2–1-es idegenbeli találkozón. 2019. február 7-én játszotta első Spanyol Kupa-mérkőzését, a Valencia CF elleni 2–2-es összecsapáson.

#### Barcelona
2019. augusztus 4-én 18 millió euró (későbbi esetleges bónuszokkal 30 millió euró) ellenében  szerződött a Barcelonához, ahol ötéves szerződést írt alá.
Augusztus 16-án a klub akkori vezetőedzője, Ernesto Valverde nevezte először a csapatban, a bajnokságban, az Athletic Club elleni mérkőzésen debütált a katalánok színeiben. A következő héten, augusztus 25-én debütált volt csapata, a Real Betis elleni 5–2-es hazai találkozón. A 81. percben Rafinhát váltotta.
Október 23-án nevezték a Bajnokok Ligája csoportkörének harmadik mérkőzésén, a SK Slavia Praha elleni találkozón, de nem kapott játéklehetőséget.
November 27-én két fordulóval később mutatkozott be a sorozatban a Borussia Dortmund elleni hazai 3–1-es mérkőzésen.

#### Leeds United
2021. július 6-án az angol premier Leauge-ben szereplő Leeds United igazolta le 15 millió euróért cserébe.
A 2021/22-es bajnokság első fordulójában mutatkozott be hivatalosan az együttesben, a Manchester United elleni 5–1-re elvesztett találkozón, a második félidő elején Rodrigo-t váltotta. A következő héten már kezdőként lépett pályára az Everton elleni 2–2-s bajnokin, ahol 59 perc játéklehetőséget kapott.

### A válogatottban
Tagja volt az aranyérmes U21-es spanyol válogatottnak, amely a 2019-es U21-es labdarúgó-Európa-bajnokságon részt vett.

## Statisztika
2022. július 14-i állapot szerint.
| Klub             | Szezon           | Bajnokság          | Bajnokság | Bajnokság | Kupa  | Kupa  | Európa | Európa | Egyéb | Egyéb | Összes | Összes |
| Klub             | Szezon           | Liga               | Mérk.     | Gólok     | Mérk. | Gólok | Mérk   | Gólok  | Mérk. | Gólok | Mérk.  | Gólok  |
| ---------------- | ---------------- | ------------------ | --------- | --------- | ----- | ----- | ------ | ------ | ----- | ----- | ------ | ------ |
| Real Betis B     | 2014–15          | Segunda División B | 2         | 0         | —     | —     | —      | —      | —     | —     | 2      | 0      |
| Real Betis B     | 2015–16          | Segunda División B | 30        | 1         | —     | —     | —      | —      | —     | —     | 30     | 1      |
| Real Betis B     | 2017–18          | Segunda División B | 13        | 1         | —     | —     | —      | —      | —     | —     | 13     | 1      |
| Real Betis B     | Összesen         | Összesen           | 45        | 2         | —     | —     | —      | —      | —     | —     | 45     | 2      |
| Real Betis       | 2017–18          | LaLiga             | 14        | 2         | 0     | 0     | —      | —      | —     | —     | 14     | 2      |
| Real Betis       | 2018–19          | LaLiga             | 24        | 3         | 1     | 0     | 4      | 0      | —     | —     | 29     | 3      |
| Real Betis       | Összesen         | Összesen           | 38        | 5         | 1     | 0     | 4      | 0      | —     | —     | 43     | 5      |
| Barcelona        | 2019–20          | LaLiga             | 17        | 1         | 2     | 0     | 4      | 0      | 0     | 0     | 23     | 1      |
| Barcelona        | 2020–21          | LaLiga             | 7         | 1         | 4     | 0     | 6      | 0      | 1     | 0     | 18     | 1      |
| Barcelona        | Összesen         | Összesen           | 24        | 2         | 6     | 0     | 10     | 0      | 1     | 0     | 41     | 2      |
| Leeds United     | 2021–22          | Premier League     | 24        | 0         | 3     | 0     | —      | —      | —     | —     | 27     | 0      |
| Leeds United     | Összesen         | Összesen           | 24        | 0         | 3     | 0     | —      | —      | —     | —     | 27     | 0      |
| Karrier összesen | Karrier összesen | Karrier összesen   | 131       | 9         | 10    | 0     | 14     | 0      | 1     | 0     | 156    | 9      |

1. ↑  Mérkőzése(i) az Európa ligában
2. 1 2  Mérkőzése(i) a Bajnokok ligájában
3. ↑  Mérkőzése(i) a Spanyol szuperkupában
4. ↑  Az Angol Kupában egyszer, és az Angol Ligakupában kétszer lépett pályára.

## Sikerei, díjai

### Klub

#### Barcelona
- Spanyol kupa: 2020–21

### A válogatottban

#### Spanyolország U21
- U21-es labdarúgó-Európa-bajnokság: 2019